# As Noivas de Copacabana
As Noivas de Copacabana é uma minissérie brasileira produzida e exibida pela TV Globo de 2 a 26 de junho de 1992, em 16 capítulos.
Escrita por Dias Gomes, com colaboração de Ferreira Gullar e Marcílio Moraes, contou com a direção de Maurício Farias e Mauro Farias, e contou com direção geral e núcleo de Roberto Farias.
Contou com Miguel Falabella, Patricia Pillar, Christiane Torloni, Tássia Camargo, Ana Beatriz Nogueira, Hugo Carvana e Reginaldo Faria nos papéis principais.

## Sinopse
Ambientada em 1989, no Rio de Janeiro, a minissérie tinha como protagonista um assassino em série, Donato Menezes (Miguel Falabella), obcecado por mulheres vestidas de noiva. Morador do bairro de Copacabana, na Zona Sul da cidade, Donato leva uma vida acima de qualquer suspeita. É um conceituado restaurador de obras de arte e noivo da belíssima psicóloga Cinara (Patrícia Pillar). Os dois só não se relacionam sexualmente, devido à impotência dele. Donato mata suas vítimas seguindo um meticuloso ritual. Seduz as mulheres e as estrangula em pleno ato sexual, sempre que elas estão vestidas de noiva. Só dessa forma ele consegue atingir o orgasmo.
A história começa com Donato e Maryrose (Patrícia Novaes) passeando em uma praia deserta, à noite. O clima romântico prossegue até o momento em que a pedido dele, ela coloca o vestido de noiva e, em meio ao ato de amor, é estrangulada brutalmente.
As vítimas de Donato são mulheres das mais diversas classes sociais. Marilene (Tássia Camargo) é uma professora suburbana, Kátia de Sá Montese (Christiane Torloni) é uma socialite de Copacabana e Fátima (Ana Beatriz Nogueira) é filha de um pregador evangélico. Em comum, elas têm vestidos de noiva. O envolvimento de Donato com as vítimas começa a partir de anúncios de vestidos de noivas colocados, por elas, em jornais. Após entrar em contato e chegar até as anunciantes, ele cria um ambiente romântico, adequado ao crime, e as envolve em seu jogo de sedução. A semelhança entre os vários crimes intriga a polícia. Todos só podem vir de uma mesma mente doentia. 
O detetive França (Reginaldo Faria), incumbido de desvendar o caso das noivas assassinadas, segue, então, pistas que possam levar a um serial killer.
Apesar de seu lado sombrio e obsessivo, Donato vive com sua tia Eulália (Yara Lins), com quem tem uma relação doce e carinhosa. Seu amigo Paulão (Ricardo Petraglia) e sua noiva Cinara – com quem tem relações de camaradagem e afeto – nem sequer imaginam que o rapaz seja um criminoso.
Só França suspeita de Donato. O detetive, com o casamento em crise, passa a se relacionar com Leiloca (Branca de Camargo), que vende artesanato no calçadão de Copacabana e lembra uma hippie dos anos 1970. Leiloca é usada como isca para atrair o assassino. A moça anuncia no jornal um vestido de noiva e espera Donato aparecer. A armadilha tem sucesso, e o criminoso é preso e levado a julgamento. Quando o psicopata é confrontado com a lei, seus amigos e familiares defendem sua inocência. Por falta de provas, ele é absolvido.
A origem da tara doentia de Donato está ligada a um antigo relacionamento com Helena (Lala Deheinzelin), de quem foi noivo. Às vésperas do casamento, ele descobriu que ela havia se apaixonado por outro. Ele tentou matá-la, enquanto ela experimentava o vestido de noiva, chegando a partir a roupa em pedaços, mas Helena conseguiu fugir. Donato, no entanto, prometeu que, um dia, a mataria.
Em liberdade, Donato, enfim, tem uma noite de amor com Cinara e a pede em casamento. Dias antes da união oficial, Helena sabe da notícia pelo jornal e entra em contato com o detetive França, a fim de evitar que Cinara se case com o assassino e se torne assim mais uma vítima. Ela descobre, assim, toda a verdade. Com a ajuda de Helena e da polícia, a noiva leva Donato para uma armadilha: Helena aparece vestida de noiva na noite de núpcias do casal, e Donato, então, revela sua verdadeira personalidade. Ao tentar matá-la, é preso mais uma vez.
O assassino é condenado e, após um ano, enviado a um manicômio judiciário por tempo indeterminado. Ao visitar Donato no presídio, Cinara descobre que ele havia fugido. As últimas cenas da minissérie mostram o psicopata com uma caneta circulando um anúncio de jornal e, em seguida, novamente apresentando-se como interessado em comprar um vestido de noiva.

## Elenco
| Interprete           | Personagem                |
| -------------------- | ------------------------- |
| Miguel Falabella     | Donato de Castro Menezes  |
| Reginaldo Faria      | Detetive Jorge França     |
| Patrícia Pillar      | Cinara Ribeiro Alves      |
| Hugo Carvana         | Delegado Adroaldo de Lima |
| Christiane Torloni   | Kátia de Sá Montese       |
| Tássia Camargo       | Marilene Batista          |
| Ana Beatriz Nogueira | Fátima Reis               |
| Ricardo Petraglia    | Paulo Alves (Paulão)      |
| Zezé Polessa         | Mariana França            |
| Branca de Camargo    | Leila (Leiloca)           |
| Raul Cortez          | José Carlos Montese       |
| Yara Lins            | Eulália Menezes           |
| Suely Franco         | Júlia Batista             |
| Ewerton de Castro    | Dr. Bacelar               |
| Maria Gladys         | Rita de Cássia            |
| Chica Xavier         | Rosa                      |
| Nelson Dantas        | Pastor Nelson Reis        |
| Roberto Bontempo     | Adilson                   |
| João Camargo         | Amaury                    |
| Hileana Menezes      | Lourdes Reis              |
| Márcia Cabrita       | Adelaide Reis             |
| Patrícia Perrone     | Lúcia Alves (Lucinha)     |
| Marcelo Faria        | Cláudio                   |
| Cidinha Milan        | Maria                     |
| Patrícia Naves       | Maryrose                  |

### Participações especiais
| Interprete             | Personagem                                               |
| ---------------------- | -------------------------------------------------------- |
| Marieta Severo         | Promotora no caso de Donato                              |
| Milton Gonçalves       | Advogado de Donato                                       |
| Domingos de Oliveira   | Indalécio Piolho                                         |
| Lala Deheinzelin       | Helena Munhoz da Rocha                                   |
| Benjamin Cattan        | Seu Gomide                                               |
| Cibele Larrama         | Marina                                                   |
| Fábio Junqueira        | Raul                                                     |
| Lisandra Souto         | Dora                                                     |
| Fernando Benévolo      | Eduardo                                                  |
| Expedito Barreiras     | Caseiro de Kátia e José Carlos Montese                   |
| Fernando Amaral        | Diretor do presídio onde Donato fica preso               |
| João Felipe            | Mirinho, filho de Detetive França e Mariana              |
| Joel Silva             | Policial                                                 |
| Karina Perez           | Próxima vítima de Donato após fugir do presídio          |
| Jacira Sampaio         | Mãe de santo                                             |
| Lady Francisco         | Dona do apartamento onde Maryrose morava                 |
| Marcus Vinícius        | Porteiro do prédio onde vive Kátia e José Carlos Montese |
| Mário Roberto          | Aristides, filho de Detetive França e Mariana            |
| Rogério Fabiano        | Amigo de Amaury                                          |
| Ruy Rezende            | Falso matador                                            |
| Sérgio Mamberti        | Dono da boate onde Maryrose trabalhava                   |
| Waldemar Berditchevsky | Juiz no caso de Donato                                   |
| Augusto Olímpio        |                                                          |

## Exibição
Foi reprisada pela primeira vez entre 31 de janeiro a 10 de fevereiro de 1995 substituindo O Tempo e o Vento e sendo substituída por Agosto, como parte das comemorações dos 30 anos da TV Globo. Foi reprisada pela segunda vez entre 20 a 30 de outubro de 1998 em 8 capítulos às 23h00 .
De 25 a 31 de janeiro de 2005, como parte das comemorações dos 40 anos da TV Globo, a versão internacional, com 5 capítulos, foi exibida pelo Multishow. Essa versão apresenta um final diferente, sem a fuga de Donato. Foi exibida na íntegra pelo canal Viva de 21 de março a 11 de abril de 2013.
Foi reapresentada em formato de telefilme pela TV Globo, assim como outras minisséries de grande sucesso, em comemoração aos 50 anos da emissora, no especial Luz, Câmera, 50 Anos, em 20 de janeiro de 2015. A versão em telefilme também foi exibida pelo Viva em 30 de maio de 2020.

### Outras mídias
Em 2009, a minissérie foi lançada na íntegra em DVD pela Globo Marcas.

Em 1 de maio de 2023, foi disponibilizada na íntegra pelo Globoplay, como parte do Projeto Resgate.